# Поволжский научно-исследовательский институт экономики и организации агропромышленного комплекса
Поволжский научно-исследовательский институт экономики и организации агропромышленного комплекса — обособленное структурное подразделение Федерального государственного бюджетного учреждения науки Федерального исследовательского центра «Саратовский научный центр Российской академии наук» (ПНИИЭО АПК).

## История
Основан в 1930 г. как Нижне-Волжский научно-исследовательский колхозный институт.
В 1934 г. переименован в Саратовский Краевой научно-исследовательский институт экономики сельского хозяйства, 1955 г. — Поволжский филиал Всесоюзного научно-исследовательского института экономики сельского хозяйства, 1979 г. — Поволжский филиал Всероссийского научно-исследовательского института экономики, труда и управления в сельском хозяйстве, 1989 г. — Поволжский научно-исследовательский институт экономики и организации агропромышленного комплекса.
В 2021 г. вошел в состав Федерального государственного бюджетного учреждения науки Федерального исследовательского центра «Саратовский научный центр Российской академии наук» как его обособленное структурное подразделение.

### Директора (руководители) института
- Федор Иванович Павлин (1930—1933 гг.)
- Бронислав Мартынович Худзик, доктор экономических наук (1933—1937 гг.)
- Лев Алексеевич Мандельштам, кандидат экономических наук (1940—1941, 1946—1955 гг.)
- Серафим Константинович Гусев, кандидат экономических наук (1956—1965 гг.)
- Харитон Григорьевич Соломин (1965—1972 гг.)
- Павел Иванович Белянский, кандидат экономических наук (1972—1978 гг.)
- Анатолий Алексеевич Черняев, доктор экономических наук, профессор, академик РАН, заслуженный деятель науки РФ (1978—2015 гг.)
- Евгений Феофанович Заворотин, доктор экономических наук, профессор, член-корреспондент РАН, заслуженный деятель науки РФ (2015—2019 гг.)
- Дмитрий Валерьевич Сердобинцев, кандидат экономических наук (2019 г. по н.в.)

## Научные подразделения
- Отдел организационно-экономического механизма развития АПК
- Отдел развития земельных отношений в сельском хозяйстве

## Полученные уникальные результаты
За последние 5 лет учеными ПНИИЭО АПК опубликованы 11 монографий, 47 статей в журналах, индексируемых в информационно-аналитических системах Web of Science, Scopus и др. Федеральной службой по интеллектуальной собственности выдано 10 свидетельств о государственной регистрации программ для ЭВМ, баз данных.
По итогам конкурса «За эффективное информационно-консультационное обеспечение АПК» Всероссийской агропромышленной выставки «Золотая осень» (г. Москва) ПНИИЭО АПК награжден 2 серебряными, 2 бронзовыми медалями (2021 г.), 2 серебряными, 2 бронзовыми медалями (2022 г.).

## Адрес
410010, г. Саратов, ул. Шехурдина, д. 12